# Кото а Мбвекі а Міленг
Кото а Мбвекі а Міленг (Кото Мбоке) (*д/н — 1896) — 21-й н'їм (володар) держави Куба в 1890—1896 роках.

## Життєпис
Син н'їма Мбоп а Мабіїнк ма Мбулу. Посів трон після смерті стрийка Міко а Мабіїнк ма Мбулу 1890 року. Продовжив його політику щодо контролю над підвладними племенами та обмеження контактів з європейцями. Завдяки цьому зумів зберегти незалежність Куби, незважаючи на те, що на європейських мапах вона позначалася як складова Вільної держави Конго.
1892 року з розвідувальним завданням сюди прибув афроамериканець Вільям Генрі Шеппард, який під виглядом отрмиання харчів намагався просунутися якамога далі вглиб Куби. Зрештою його було арештовано сином н'їма — Н'тойнзіде. Втім Кото а Мбвекі а Міленг вирішив не страчувати Шеппарда, оскільки побоювався відповіді бельгійської адміністрації. Навпроти оголосив того своїм померлим сином Бопе Мекабе. Зрештою Шеппарда було відпущено з вимогою повернутися через 1 рік. Натомість афроамериканцю надано дозвіл на заснування в Кубі пресвітеріанської місії.
1896 року було повалено представником суперничого клану — Міша а Пелиенгом, що спричинило послаблення держави загалом.